# Huszár Aladár
Vitéz baráthi Huszár Aladár Károly (Ipolybalog, 1885. május 10. – Dachau, 1945. február 4.) jogász, birtokos, jobboldali politikus, több vármegye főispánja, Budapest főpolgármestere, az Országos Társadalombiztosító Intézet elnöke, Huszár Elemér politikus öccse.

## Családja és származása
Az 1591. március 3-án Rudolf király által nemesített, vagyonos, Bars vármegyei eredetű baráthi Huszár családból származott. Édesapja baráthi Huszár Béla (1857–1904), földbirtokos, édesanyja ebeczki Blaskovich Jolán (1861–1933). Az apai nagyszülei baráthi Huszár István (1826–1889), a nógrádi járás országgyűlési képviselője, földbirtokos, és ebeczki Blaskovich Anna (1836–1858) voltak. Az anyai nagyszülei ebeczki Blaskovich István (1828–1917), földbirtokos, zombori Rónay Amália (1839–1910) voltak. Huszár Aladárnak az apai nagynénje baráthi Huszár Gabriella (1862–1946), császári és királyi csillagkeresztes hölgy, akinek a férje szentmiklósi és óvári báró Pongrácz Vilmos (1859–1900), császári és királyi kamarás, honvéd huszárd hadnagy volt. Blaskovich István (1828–1917) földbirtokosnak az öccse ebeczki Blaskovich Ernő (1834–1911) nagybirtokos, a minden versenyét megnyerő Kincsem nevű verhetetlen csodaló tulajdonosa.
Apja 1885-ben a hatalmas vámosmikolai családi birtokból hitbizományi birtokot hozott létre, de azt a legidősebb fiú, Tibor örökölte. Aladár később szülőfalujában jutott jelentősebb földekhez. Huszár Aladár a keszegi kastélyban nőtt fel testvéreivel: Huszár Tibor István (1882–1937), Huszár Elemér Albert (1883–1953) és Huszár Miklós Elemér (1888–1939).

## Élete
Édesanyjuk lelkes támogatója volt a magyar nacionalizmusnak, rendkívüli módon tisztelte az egyszerű embereket és szívén viselte a szociális ügyeket. E behatások jelentősen formálták Aladár későbbi világnézetét. A középiskolát magántanulóként a váci piarista főgimnáziumban kezdte, majd 4 év után Budapest II. kerületében folytatta, ahol le is érettségizett. Végül egyetemre került, ahol jogot hallgatott, részben a fővárosban, részben Genfben. Ebben az időben, 1904-ben vesztette el édesapját, ezzel pedig öröklés útján saját jogán lett földbirtokos Ipolybalogon. Iskolái után szinte azonnal, 1906-ban köztisztviselői pályára lépett Balassagyarmaton, Nógrád vármegye szolgálatában. Először fogalmazó gyakornok, később aljegyző, majd pedig másodfőjegyző lett, közben meg is nősült 1908-ban, ám pályafutása és élete menetébe a történelem hamarosan beleszólt.

### Azelső világháborúés aTanácsköztársaságalatt
1914 júniusában sorozták be a császári és királyi hadseregbe, majd az 1. számú huszárezredbe került. A következő évben a galíciai és bukovinai fronton harcolt. Később tisztként maga is vezetett alakulatot, beosztottai értékelték állandó pozitivitását és tehetségesnek mondták a kémkedésben is. A háború alatt kétszer is megsebesült. Harci tetteiért többször is kitüntették, majd 1918-ban főhadnagyként szerelt le.
Visszatérve a keleti frontról visszakapta korábbi munkáját, de városát hamarosan csehszlovák csapatok ostromolták meg. Huszár ekkor fegyveres ellenállást szervezett a csehszlovákok ellen a város és kilenc környező falu helyi lakosaiból és vasúti munkásokból. Hozzájuk felkérésre csatlakoztak Bajatz Rudolf és Vizy Zsigmond századosok alakulatai is. Huszár igyekezetei nem voltak hiábavalók 1919 januárjában az ellenséges erőket kiszorították a városból, még a cseh parancsnok, Augustin Lauka is életét vesztette. E harcok nyomán kapta a város a Civitas Fortissima, azaz a Legbátrabb Város megtisztelő címet.
Ebben az időben a kommunista hatalom elől az ismert jobboldali beállítottságú Tormay Cécile írónő külföldre akart menekülni, és az ellenforradalmár hírében álló Huszár segítségét akarta kérni, hogy az Ipolyon titokban átkelhessen. Ehelyett Huszár egész nyáron saját otthonában bújtatta őt. Később aztán katonák az utcán letartóztatták és börtönbe záratták Huszárt, lévén hogy a politikai jobboldal ismert és népszerű alakja volt. Feleségének sem engedték a látogatást, kivégzését rögtön másnapra időzítették, de állítólag parancsmegtagadó vörös katonák megszöktették. Huszár legnagyobb szerencséjére a kommunisták hamarosan vesztettek, Balassagyarmat felszabadult, ellene pedig ejtették a vádakat.

### Élete a Horthy-korszakban
Ismertsége és népszerűsége miatt hamarosan több jelentős hivatalt is ruháztak rá Horthy kormányzósága alatt. Még 1919-ben előbb Nógrád és Hont kormánybiztosa, majd 1920-ban főispánja lett. Hivatalának legvégére esett Balassagyarmat  várossá nyilvánítása 1923-ban, majd onnan Komárom-Esztergom főispáni székébe távozott. 1925 októberében Esztergom városa is részesült a New York-i székhelyű Speyer-bankháztól felvett kölcsönből, amiből leginkább a vízvezetékrendszer kiépítését és az utak burkolását szándékozták megvalósítani. A kölcsön körül már kezdetben is gondok voltak, ami végül oda juttatta a várost, hogy jelentősen túllépték a költségvetést, végül újabb kölcsönök felvételére kényszerültek. Ez hatalmas botrányt okozott, így Huszárnak is be kellett avatkoznia. A korrupcióval is megvádolt Antóny Béla polgármester és a város elhanyagolásával vádolt Csernoch János bíboros prímás-érsek (és ezzel az egyház) között olyannyira elmérgesedett a viszony, hogy minden békítő törekvése ellenére Huszár kénytelen volt benyújtani lemondását. 1928-tól Győr-Moson-Pozsony vármegye és Győr t.j. város főispánjává nevezte ki a kormányzó. Győri hivatalát egészen 1932. november 13-ig viselte, amikor a főváros főpolgármester-választó rendkívüli közgyűlésén Budapest főpolgármesterévé választották. Ezt követően a helyi sajtóban úgy mutatták be az új főpolgármestert, mint "A férfi, aki tudja, hogy mit akar".
Városvezetése első napjain azonnal munkához látott, és a költségvetés ügyeivel kezdett foglalkozni. 1933-ban jóváhagyta, hogy megkezdjék a Tabán bontását. Ugyan a politikában nyíltan nacionalista nézeteket vallott, ám a fasizmust minden esetben elítélte. Több alkalommal is hozott a zsidóságnak kedvező döntéseket, de csak akkor, ha ez nem befolyásolta hátrányosan a magyarságot. Polgármesterségéről azonban a Gömbös-kormány központosítási törekvései miatt 1934-ben lemondott, ugyanekkor vitézzé avatták és kinevezték az Országos Társadalombiztosító Intézet igazgatójává, és mint OTI igazgató hivatalból tagja lett a Felsőháznak is.
A 30-as évek második felében nyilvánosan is fellépett a Harmadik Birodalom terjeszkedése ellen. Rendszeresen publikált antifasiszta írásokat különböző újságokban, úm. az Esti Kurir, A Mai Nap és a Magyar Nemzet. Ez utóbbi napilapban ráadásul Huszár volt a "Szellemi honvédelem" c. rovat szerkesztője. 1939-ben a második zsidótörvény ellen állást foglaló egyik beszéde a Periszkóp magazinban jelent meg.

### A német megszállástól haláláig
1944. április 3-án több más politikai szereplővel együtt a Gestapo letartóztatta, ezzel pedig OTI elnökségétől is meg kellett válnia. Lakatos Géza miniszterelnök közbenjárására több letartóztatott politikust, mint Baranyai Lipótot vagy Bajcsy-Zsilinszkyt októberben szabadon engedtek. Lakatos követelésének listáján szerepelt Huszár neve is, de őt a németek a fasiszta vezetőkkel szembehelyezkedő publikációi miatt fogságából "el nem bocsáthatónak" bélyegezték. A mauthauseni koncentrációs táborba deportálták, majd onnan novemberben a dachaui koncentrációs táborba hurcolták, ahol 1945. február 4-én fertőzés következtében meghalt.

### Családja
Budapesten, 1908. november 3-án vette feleségül szilasi és pilisi Szilassy Mária Paulát (1884–1974), Szilassy Aladár (1847–1924) titkos tanácsos és a Közigazgatási Bíróság másodelnökének lányát. A párnak három gyermeke született:
- Veronika (1910–2009); férje bizáki Puky Pál (1904–1989)
- Mária (1912–1987)
- Béla (1915–1935)

## Kitüntetései
- Katonai Érdemkereszt III. osztálya
- Katonai Érdemérem (kétszer)
- Sebesültek Érme
- Károly-csapatkereszt
- a német Vaskereszt
- Magyar Érdemrend középkeresztje a csillaggal

## Emlékezete
- 1922-ben táblát avattak a balassagyarmati felkelés emlékére, melyen Huszár neve is szerepelt. Az emléktáblát Horthy Miklós avatta fel, de a megszálló szovjetek 1945-ben eltávolíttatták.
- 2009 óta Balassagyarmaton utca viseli a nevét, a korábbi városi rezidenciájában pedig, ahol Huszár 1923-ig lakott, a Civitas Fortissima Múzeum működik
- 2019. januárban, a Civitas Fortissima 100. évfordulójára Balassagyarmat Város Önkormányzata emléktáblát állított a CF Múzeum falán Huszár tiszteletére.

## Művei
- Küzdelem a magyarságért. Huszár Aladár beszédei és írásai; Hungária, Budapest, 1941
- Gondolatok a világháború alatt; Rege, Budapest, 1943